# Vuelta a la Comunidad de Madrid
Die Vuelta Ciclista Internacional a la Comunidad de Madrid (deutsch: Madrid-Rundfahrt) ist ein spanisches Straßenradrennen, das in der autonomen Gemeinschaft Madrid stattfindet. 
Von 1983 bis 2012 wurde das Rennen als Etappenrennen ausgetragen, wobei es bis 2004 lediglich als nationales Ereignis ausgetragen wurde. Seitdem 2005 ist es Teil der UCI Europe Tour, wobei die Rundfahrt 2006 und 2007 in die UCI-Kategorie 2.2 eingestuft war und von 2008 bis 2012 in der Kategorie 2.1 war. Drei Fahrer konnten die Rundfahrt bereits zweimal gewinnen: Javier Díaz, José Antonio López und David Plaza.
Im Jahr 2013 wurde das Rennen als Eintagesrennen der Kategorie 1.1 in den Kalender der UCI Europe Tour 2013 eingetragen. Nachdem das Rennen 2014 ausfiel, wird es seit 2015 wieder als Etappenrennen der Kategorie 2.1 veranstaltet.

## Sieger
- 2019  Clément Russo
- 2018  Edgar Pinto
- 2017  Oscar Sevilla
- 2016  Juan José Lobato
- 2015  Jewgeni Schalunow
- 2014 nicht ausgetragen
- 2013  Javier Moreno
- 2012  Sergei Firsanow
- 2011  Rui Costa
- 2010  Sergio Pardilla
- 2009  Héctor Guerra
- 2008  Oleh Tschuschda
- 2007  Manuel Lloret
- 2006  Sergi Escobar
- 2005 keine Austragung
- 2004  José Antonio López
- 2003  José Antonio López
- 2002  Carlos Castaño
- 2001 keine Austragung
- 2000  Sergio Villamil
- 1999  Alberto Hierro
- 1998 keine Austragung
- 1997  Wladislaw Borissow
- 1996  David Navas
- 1995  José Luis Rebollo
- 1994  David Plaza
- 1993  Javier Díaz
- 1992  Javier Díaz
- 1991  David Plaza
- 1990  Bernardo Gonzalez
- 1989  Torres Herrerias
- 1988 keine Austragung
- 1987  Santos Hernández
- 1986  Antonio Sampedro
- 1985  Juan Carlos Chouzas
- 1984  Anselmo Fuerte
- 1983  Angel Mayordomo

## U23-Austragung
Von 2008 bis 2013 wurde auch eine U23-Version des Rennens ausgetragen, die von 2011 an es Teil der UCI Europe Tour und ist in die Kategorie 2.2U eingestuft war.
Sieger
- 2013  Petr Vakoč
- 2012 nicht ausgetragen
- 2011  Bob Rodriguez
- 2010  Daniel Díaz
- 2009  Rubén Martínez
- 2008  Tony Hurel